# Quy Nhơn
Quy Nhơn a vietnámi Bình Định tartomány székhelye. Az ország középső részén fekvő, 284,28 km²-en elterülő tengerparti város. Jelenleg körülbelül negyedmillió lakosa van. Körülbelül 100 évvel ezelőtt alapították, de a környék már a 11. századtól kezdve lakott.
A vietnámi kormány Quy Nhơn városát jelölte meg mint az ország középső régiójának egyik gazdasági és turisztikai központját (a másik kettő Đà Nẵng és Nha Trang).

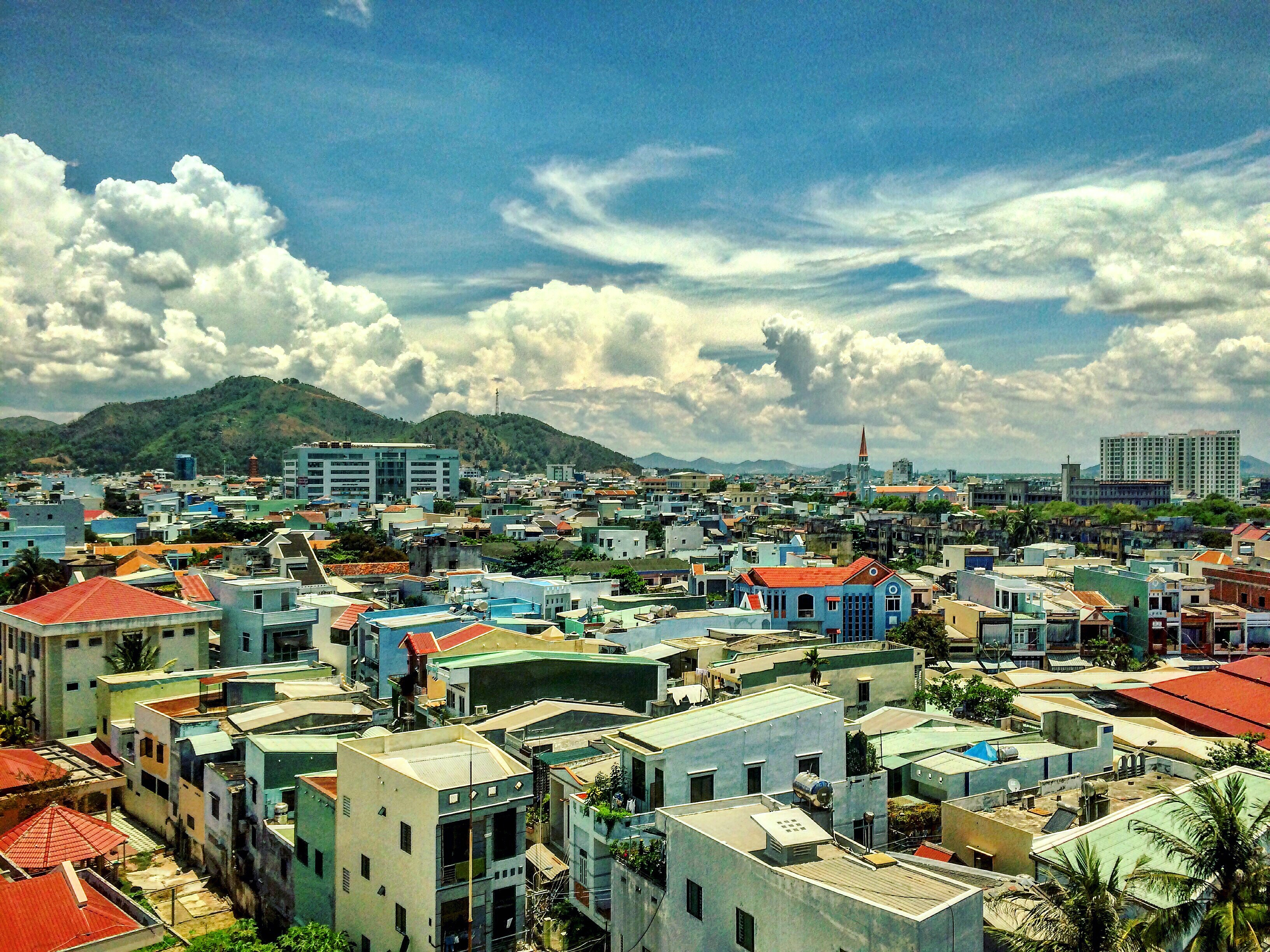
Paranomic view of Quy Nhơn city

## Külső hivatkozások
- Qui Nhon town (angolul)

1. ↑  http://www.gso.gov.vn/default_en.aspx?tabid=515&idmid=&ItemID=16052